# Miedwied´ (rejon szymski)
Miedwied´ (ros. Медведь) – wieś (sieło) w Rosji, w obwodzie nowogrodzkim, w rejonie szymskim. W 2010 liczyła 951 mieszkańców.